# Didoetské národy
Didoetské národy, Didoeťané, Didové, v novější době též Cuntové je souhrnné označení etnik obývajících historické území Didoetie ležící v horách Velkého Kavkazu na území dnešního Dagestánu. Dominantní národnostní skupinou Didoeťanů jsou Cezové, podle kterých západní jazykověda Didy nazývá.

## Jazyk
Didové mluví didojskými (didoetskými) jazyky. Gramatika a písmo didojských jazyků je podobné avarštině, moderní slova jako kino, auto, televize, telefon jsou převzaty z ruštiny, slova pro tradiční hospodářské věci jsou podobná gruzínským slovům. Například husa "ichvi", lžíce "kowzi" jsou s gruzínštinou identická nebo slovo cukr "šakar(i)" je stejné pro arabštinu, perštinu, gruzínštinu i didojské jazyky.
Děti Didů mají jako rodný jazyk jeden z didojských jazyků. Na západní straně Bogoského hřebenu převládá cezština. Na východ od Bogoského hřebenu kapučtina (bežtina). Děti se na školách se učí v avarštině a jako hlavní "cizí" jazyk mají ruštinu.

## Dělení
Podle rodného jazyka se Didové dělí na západní a východní, kde pomyslnou hranici tvoří kavkazský Bogoský hřeben. Na západ od Bogoského hřebenu žijí Cezové, Hinuchové a Chvaršiové. Na východ od Bogoského hřebenu žijí Kapučelové (Běžtové) a Hunzibové.

## Charakteristika
Didové historicky tvořili horská kmenová sdružení, která byla na feudálech z nížin formálně nezávislá. Kroniky Didi popisují jako strážce Kadorského průsmyku, kterým procházela obchodní cesta od Kaspického moře na Blízký východ. Hranice jejich území není známá. Didoetie pravděpodobně začínala od řeky Alazani směrem na sever horami Velkého Kavkazu a končila na úrovni dnešního města Agvali v Dagestánu.
Původ slova Dido není znám. Samotné slovo je gruzínské (Didoeti (Didoetie), Didoelebi (Didové)), ale význam slova je otázkou bádání. Didové byli historicky ovlivněny řadou kultur. Ve starověku Sásánovskou říše, Chazarskou říší, Arabskými obchodníky, Mongolskými dobyvateli a ve středověku Gruzínským královstvím. Ještě na konci 19. století Didové mluvili jak svým rodným jazykem tak gruzínsky. Po invazi Ruského impéria na Kavkaz gruzínštinu ve 20. století nahradila avarština.
Didové byli jako většina kavkazských kmenů po století nevěřící. Do dnešní doby u nich přetrvávají pohanské zvyky. Snaha o christianizace a později islamizaci nebyla dlouho úspěšná. Je to dáno především svébytnou, svobodnou povahou horalů. V současné době na území Didoetie (okres Cunta (oblast Bežta), okres Cumada) oficiálním náboženstvím sunnitský islám, ale vlastní interpretace koránu převládá. Didové mají tendence upadat k radikalismu. Podle legendy se islám dostal na území Didoetie od Laků. Šajitlijské údolí bylo islamizováno jako první.

## Problémy
V didojském jazyce je minimum literatury, což brání rozvoji jazyka. Především menší jazyky jako hinuchština, hunzibština jsou odsouzeny k zániku. Například u Hinuchů je patrný trend manželství s cezskými ženami, které na své děti mluví cezky. Ty vyrůstají defakto v čtyřjazyčném prostředí, kde jejich rodnými jazyky jsou Cezština a Hinuchština.
Kvůli absenci písemností neexistuje jimi psaná historie. Jejich historii psaly národy Blízkého východu, především Gruzíni a v současné době jejich život zapisují Avarové a Rusové.